# باشگاه فوتبال اوتسیکتنس
باشگاه فوتبال اوتسیکتنس (انگلیسی: Utsiktens BK) یک باشگاه فوتبال مستقر در واسترا فلوراندا در نزدیکی شهر یوتبری، سوئد است که در حال حاضر در سوپرتان، دومین رده لیگ فوتبال در این کشور، به رقابت می‌پردازد.
این باشگاه بازی‌های خانگی خود را در ورزشگاه براویدا آرنا، مستقر در یوتبری، که ۶۳۰۰ نفر ظرفیت دارد، انجام می‌دهد.

## پیش‌زمینه
از زمان تأسیس خود در سال ۱۹۳۵، اوتسیکتنس عمدتاً در بخش‌های میانه و پایین سیستم لیگ فوتبال سوئد شرکت کرده است. نام آن‌ها از یک برج در سلوتسکوگن گرفته شده است که در نشان باشگاه نیز قابل مشاهده است. این باشگاه در حال حاضر در سوپرتان بازی می‌کند که دومین سطح فوتبال سوئد است. آن‌ها بازی‌های خانگی خود را در واسترا فلوراندا در نزدیکی شهر یوتبری برگزار می‌کنند.
آن‌ها به انجمن فوتبال یوتبری وابسته هستند.